# Rolf Larcher
Rolf Larcher (9 de junio de 1934-5 de marzo de 2024) fue un deportista suizo que compitió en remo. Participó en los Juegos Olímpicos de Roma 1960, obteniendo una medalla de bronce en la prueba de doble scull.

## Palmarés internacional
| Juegos Olímpicos | Juegos Olímpicos | Juegos Olímpicos  | Juegos Olímpicos |
| Año              | Lugar            | Medalla           | Prueba           |
| ---------------- | ---------------- | ----------------- | ---------------- |
| 1960             | Roma (Italia)    | Medalla de bronce | Doble scull      |